# Karkabūd
Karkabūd (persiska: كركبود) är en ort i Iran.   Den ligger i provinsen Alborz, i den norra delen av landet, 80 km nordväst om huvudstaden Teheran. Karkabūd ligger 2 276 meter över havet och antalet invånare är 127.
Terrängen runt Karkabūd är kuperad åt sydost, men åt nordväst är den bergig.Runt Karkabūd är det ganska tätbefolkat, med 86 invånare per kvadratkilometer. Närmaste större samhälle är Jovestān, 4,7 km sydost om Karkabūd. Trakten runt Karkabūd består i huvudsak av gräsmarker.